# SubRip
SubRip je souborový formát obsahující titulky k filmům ve formátech AVI apod., používá příponu .srt.

## Ukázka formátu
```
1
00:02:25,600 --> 00:02:29,400
V pěti čtvrtích New Yorku
žije zhruba 8 milionů lidí.

 

2
00:02:29,600 --> 00:02:32,080
V celé oblasti 12 milionů.
```

Formát SubRip se od formátu MicroDVD liší tím, že udává počáteční a koncové značky pro zobrazení jednotlivých titulků ve formátu časové značky. Zatímco v MicroDVD formátu je zobrazení a skrytí titulku vázáno na určitý snímek z videa ke kterému titulky náleží.
Výhody:
V případě, že se změní počet snímků zobrazený za jednu sekundu, není potřeba počáteční a koncové značky ve formátu SubRip přepočítávat.
Nevýhody:
Nevýhodou je o něco větší velikost souboru a obtížnější zpracování, neboť ten obsahuje nadbytečná data jako číslo titulku, šipka apod., které jsou v souboru titulků pro strojové zpracování jen na obtíž.